# Hendrick van Uylenburgh

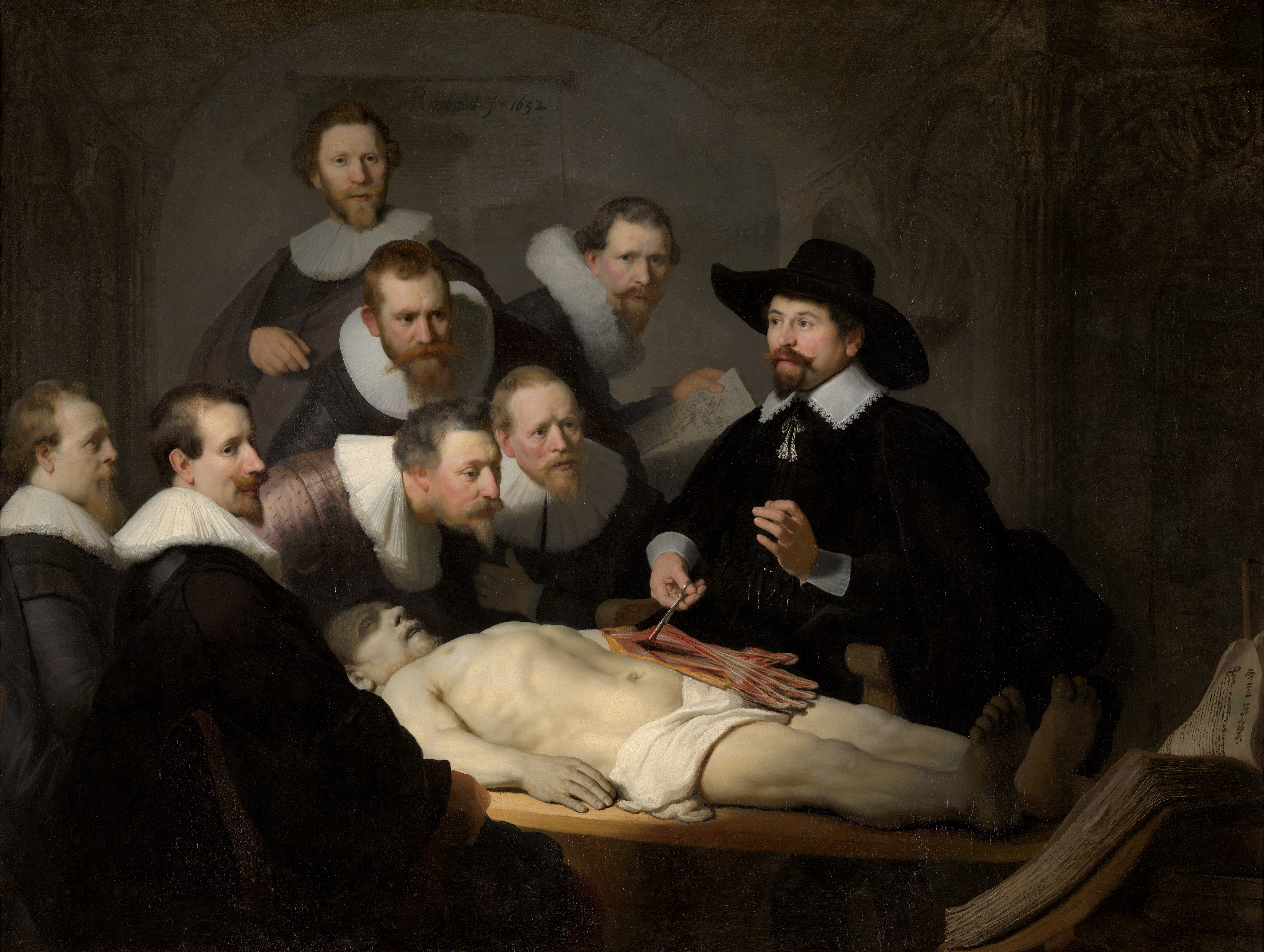
La lección de anatomía del Dr. Nicolaes Tulp (1632), pintado por Rembrandt en el estudio de Hendrick van Uylenburgh.

Hendrick Gerritszoon van Uylenburgh o, simplemente, Hendrick van Uylenburgh (Cracovia, c. 1587-Ámsterdam, 22 de marzo de 1661) fue un influyente marchante de arte en la Edad de Oro neerlandesa que tuvo un papel importante en el lanzamiento de las carreras de Rembrandt, Govert Flinck o Ferdinand Bol, entre otros pintores.

## Biografía
Van Uylenburgh provenía de una familia frisia emigrada a Cracovia (Polonia). Hijo del fabricante de muebles Gerard Uylenburgh en Cracovia, es hermano del artista Rombout Uylenburgh y primo de la esposa de Rembrandt, Saskia. Tuvo tres hijos, Gerrit, Isaack y Abraham. 
Se formó como pintor y también trabajó como comprador de arte para Segismundo III de Polonia. Puede haber haber vivido en Varsovia un tiempo y alrededor de 1612 se mudó a Danzig (ahora Gdansk) y en 1625 se establece en la bulliciosa capital de los Países Bajos, Ámsterdam.
Van Uylenburgh se hizo cargo del negocio de Cornelis van der Voort y se convirtió en un marchante de arte, empleando pintores en su propio estudio. En 1631, Rembrandt se mudó a la casa de van Uylenburgh (en la esquina de Sint Antoniesbreestraat y Zwanenburgwal, adyacente a la posterior casa de Rembrandt, ahora convertida en el Museo Casa de Rembrandt) para trabajar en su estudio. Rembrandt se convirtió en pintor jefe del estudio cuando van Uylenburgh se había convertido en uno de los marchantes de arte más importantes de su tiempo, y se casó en 1634 con la prima hermana de Van Uylenburgh, Saskia van Uylenburgh. Van Uylenburgh, le ayudaría a impulsar su carrera al ponerle en contacto con clientes adinerados que le encargaban retratos. 
En este barrio vivían otros artistas como Cornelis van der Voort, Nicolaes Eliaszoon Pickenoy, Jan Tengnagel y especialmente, Pieter Lastman, con quien Rembrandt había estudiado durante seis meses cuando tenía diecinueve años.
En 1647, van Uylenburgh tuvo que mudarse a una nueva ubicación en la plaza Dam, porque Nicolaes Eliaszoon Pickenoy vendió la casa. Pero cuando esta nueva casa en la plaza Dam fue expropiada para construir el nuevo ayuntamiento (ahora el Palacio Real de Ámsterdam), Van Uylenburgh se mudó nuevamente a la plaza Westermarkt.
Su hijo Gerrit van Uylenburgh se hizo cargo del negocio familiar después de la muerte y entierro de Van Uylenburgh en la iglesia Westerkerk en 1661. Gerrit se declaró en quiebra en 1675 tras las acusaciones de que había vendido arte falsificado a Federico Guillermo I de Brandeburgo.

## Cultura
En 1999, su personaje es interpretado por Franck de Lapersonne en la película Rembrandt.
En 2006, el Museo Casa de Rembrandt presentó una exposición en torno a Hendrick van Uylenburgh y su hijo Gerrit. La exposición también tuvo lugar en la Dulwich Picture Gallery en Londres.